# 에놀라 홈즈
《에놀라 홈즈》(영어: The Enola Holmes Mysteries)는 낸시 스프링어의 추리 소설 시리즈이다. 셜록 홈즈의 열네살짜리 여동생이 주인공이다. 2020년, 밀리 바비 브라운이 에놀라 홈즈 역, 헨리 카빌이 셜록 홈즈 역인 이 소설 시리즈를 바탕으로 한 동명 영화가 공개되었다.

## 시리즈 목록
- 사라진 후작 (The Case of the Missing Marquess, 2006)
- 왼손잡이 숙녀 (The Case of the Left-Handed Lady, 2007)
- 기묘한 꽃다발 (The Case of the Bizarre Bouquets, 2008)
- 별난 분홍색 부채 (The Case of the Peculiar Pink Fan, 2008)
- 비밀의 크리놀린: 다섯 번째 사건 (The Case of the Cryptic Crinoline, 2009)
- 집시여 안녕: 여섯 번째 사건 (The Case of the Gypsy Goodbye, 2010)